# Tavaszi Hajnal
Tavaszi Hajnal (Marosvásárhely, 1956. szeptember 1. –) erdélyi magyar könyvtáros, levéltáros, művelődéstörténész, Varga Gábor (1948) felesége.

## Életútja, munkássága
Középiskoláit szülővárosában végezte, majd a szegedi Juhász Gyula Tanárképző Főiskolán szerzett könyvtáros szakdiplomát (1994). 1979-től a Bihar Megyei Könyvtár munkatársa volt, 1990-ben egyik létrehozója a nagyváradi Bunyitay Vince Könyvtárnak, 1993-ban a Kelet–Nyugat belső munkatársa, 1994-ben az Ady Endre Sajtókollégium programszervezője, 1995-től a Királyhágómelléki református egyházkerület főlevéltárosa, közben 1998–99 között a Turisztikai Minisztérium területi megbízottja, 1999-től ismét az akkor már Gheorghe Şincai nevét viselő megyei könyvtár munkatársa, 2005-től szakmai igazgatója.
2004-től szerkesztője a Várad c. irodalmi folyóiratnak. Nagyvárad és Bihar megye 20. századi művelődésének témakörébe eső tanulmányai, cikkei 1992-től jelennek meg.

## Kötetei
- Az igaznak emléke áldott (kismonográfia Lorántffy Zsuzsannáról, Nagyvárad,  1996)
- Nincs szebb hivatás. Fejezetek a nagyváradi magyar tanítóképző intézet évszázadából (társszerző Rausch Erzsébet, Nagyvárad, 2007)

## Díjak, elismerések
- 1991-ben az EMKE Monoki István-díjával tüntették ki.